# 建築園冶獎
建築園冶獎（英語：Yuan-Ye Award）是臺灣的建築獎項。

## 歷史
「園冶」二字源自明朝計成編寫的園林造景著作。書成於明崇禎四年（1631年），刻印於明崇禎七年（1634年）。

## 爭議
2018年得獎名單中繽紛海濱鬥牛場的空間設計不符合標準比例規格，並將籃球架和燈柱設置於球場禁區內，及外圍未架設基本防護設施等場地問題。而建築園治獎執行長李正聰針對該獲獎作品爭議表示，評選的重點從來不在籃球場本身，而是以整體社區改造為重點，不會撤銷此次得獎資格。

## 外部連結
- 建築園冶獎的Facebook專頁